# إنهاء الشيخوخة
إنهاء الشيخوخة: اختراقات تجديد الشباب التي يمكن أن تعكس شيخوخة الإنسان في حياتنا هو كتاب صدر عام 2007 من تأليف عالم الشيخوخة الحيوية أوبري دي جراي، مع مساعده البحثي مايكل راي. يتحدث كتاب إنهاء الشيخوخة عن اقتراح دي جراي للقضاء على الشيخوخة كسبب للوهن والوفاة لدى البشر، وإعادة الجسم إلى حالة الشباب إلى أجل غير مسمى، وهو المشروع الذي يسميه " استراتيجيات الشيخوخة المهملة المهندسة " ("SENS"). يرى دي جراي أن التغلب على الشيخوخة أمر مُمكن رُبما في غضون بضعة عقود، ويحدد الخطوات التي يمكن اتخاذها لتسريع تطوير علاجات الطب التجديدي لكل جانب من جوانب الشيخوخة. 

## الطبعات
- مطبعة سانت مارتن، الطبعة الأولى ( غلاف مقوى، 389 صفحة) ، صدرت في 4 سبتمبر 2007:(ردمك 0-312-36706-6)
- سانت مارتن جريفين، الطبعة الأولى المعاد طبعها مع كلمة لاحقة جديدة ( غلاف ورقي ، 448 صفحة) ، صدرت في 14 أكتوبر 2008:(ردمك 0-312-36707-4)

## الترجمات
- الألمانية: نيمالز بديل! : So lässt sich das Altern umkehren. Fortschritte der Verjüngungsforschung ، نسخة من Verlag، بيليفيلد 2010
- الأسبانية: El Fin del Envejecimiento. التقدم الذي يمكن أن يعيد الابتكار الإنساني خلال حياتنا ، لولا بوكس، برلين 2013
- الإيطالية: La Fine dell'invecciamento: Come la scienza can esaudire il sogno dell'eterna giovinezza ، D Editore، Roma 2016
- البرتغالية: O fim do envelhecimento: Os avanços que poderiam reverter o envelhecimento humano durante nossa vida ، NTZ، 2018

لم يُترجم الكتاب رسميًا إلى اللغة الروسية، ولكن هناك ترجمة غير رسمية وغير تجارية للمعجبين باسم "Отменить Старение"، والتي تُزع على الإنترنت بصيغة PDF.